# Javier Jáuregui (boxeador)
Javier Rogelio Jáuregui Delgado (Guadalajara, 5 de septiembre de 1973-Jalisco, 11 de diciembre de 2013), también conocido como El Chatito, fue un boxeador de peso ligero mexicano.
Jáuregui nació en Guadalajara y se convirtió en profesional en 1988 a la edad de 14 años pero fue hasta 2003 cuando se coronó monarca ligero de la FIB tras vencer al estadounidense Leavander Johnson. Perdió su título en su primera defensa del título ante Julio Díaz en 2004. También le dio al futuro campeón mundial de peso ligero José Luis Castillo dos derrotas por KO técnico.
Se dio a conocer su muerte el 11 de diciembre de 2013 al sufrir un infarto en Jalisco, México, y se le fue declarada la muerte cerebral. Murió a final de ese día después de un breve periodo de coma.

## Carrera profesional
| 26 victorias (21 KOs), 7 derrotas |         |                      |      |                 |            |                                                           |                                                                |
| Resultado                         | Récord  | Oponente             | Tipo | Asaltos, tiempo | Fecha      | Lugar                                                     | Notas                                                          |
| G                                 | 54-17-2 | Fernando Ayala       | TKO  | 3 (8)           | 2013-01-12 | Pachuca, México                                           |                                                                |
| D                                 | 53-17-2 | Ruslan Provodnikov   | TKO  | 8 (10)          | 2010-02-12 | Pechanga Resort & Casino, Temecula (California), EE. UU.  |                                                                |
| D                                 | 53-16-2 | Almazbek Raiymkulov  | MD   | 10              | 2008-09-19 | Buffalo Bill's Star Arena, Primm (Nevada), EE.UU.         |                                                                |
| D                                 | 53-15-2 | Anthony Peterson     | UD   | 10              | 2008-08-02 | Palms Casino Resort, Las Vegas (Nevada), EE.UU.           |                                                                |
| G                                 | 53-14-2 | Miguel Ángel Huerta  | UD   | 12              | 2008-03-14 | Cicero Stadium 1909 S. Laramie, Cicero (Illinois), EE.UU. | Won NABF Lightweight Title.                                    |
| G                                 | 52-14-2 | Adrian Mora          | KO   | 8 (12)          | 2007-09-18 | Table Mountain Casino, Friant (California), EE.UU.        | Won IBA Super Lightweight Title.                               |
| D                                 | 51-14-2 | José Reyes           | UD   | 8               | 2007-05-11 | Coliseo Angel 'Cholo' Espada, Salinas, Puerto Rico        |                                                                |
| D                                 | 51-13-2 | Joan Guzman          | UD   | 10              | 2006-05-06 | MGM Grand Garden Arena, Las Vegas (Nevada), EE.UU.        |                                                                |
| G                                 | 51-12-2 | José Quintana        | TKO  | 4 (10)          | 2005-12-16 | Austin Convention Center, Austin (Texas), EE.UU.          |                                                                |
| G                                 | 50-12-2 | Randy Suico          | MD   | 10              | 2005-09-23 | USC Lyon Center, Los Ángeles, EE.UU.                      |                                                                |
| D                                 | 49-12-2 | Ricky Quiles         | UD   | 12              | 2005-06-16 | Seminole Casino, Coconut Creek (Florida), EE.UU.          |                                                                |
| G                                 | 49-11-2 | Cristian Favela      | UD   | 10              | 2005-02-04 | UNF Arena, Jacksonville (Florida), EE.UU.                 |                                                                |
| G                                 | 48-11-2 | James Crayton        | UD   | 10              | 2004-07-30 | Centennial Garden Arena, Bakersfield (California), EE.UU. |                                                                |
| D                                 | 47-11-2 | Julio Díaz           | MD   | 12              | 2004-05-13 | Sports Arena, San Diego (California), EE.UU.              | Lost IBF World Lightweight Title.                              |
| G                                 | 47-10-2 | Leavander Johnson    | TKO  | 11 (12)         | 2003-11-22 | Olympic Auditorium, Los Ángeles, EE.UU.                   | Won vacant IBF World Lightweight Title.                        |
| G                                 | 46-10-2 | Juan Gómez           | KO   | 4 (12)          | 2003-06-19 | Olympic Auditorium, Los Ángeles, EE.UU.                   | IBF World Lightweight Title Eliminator.                        |
| G                                 | 45-10-2 | Alex Trujillo        | UD   | 12              | 2002-10-27 | Coliseo Mario Quixote Morales, Guaynabo, Puerto Rico      |                                                                |
| G                                 | 44-10-2 | Miguel Casillas      | TKO  | 6 (10)          | 2002-05-17 | Memorial Auditorium, Sacramento (California), EE.UU.      |                                                                |
|                                   | 43-10-2 | Ryuhei Sugita        | TD   | 5 (10)          | 2002-02-17 | International Conference Hall, Nagoya, Japón              |                                                                |
| D                                 | 43-10-1 | Miguel Casillas      | MD   | 12              | 2001-12-07 | Miccosukee Indian Gaming Resort, Miami (Florida), EE.UU.  | For vacant WBC Continental Americas Super Featherweight title. |
| G                                 | 43-9-1  | Ivan Valle           | SD   | 10              | 2001-05-25 | Acapulco, México                                          |                                                                |
| G                                 | 42-9-1  | Alex Camarillo       | KO   | 2 (10)          | 2001-03-23 | Guadalajara, México                                       |                                                                |
| D                                 | 41-9-1  | Acelino Freitas      | KO   | 1 (12)          | 2000-03-18 | Credicard Hall, Sao Paulo, Brasil                         | For WBO World Super Featherweight Title.                       |
| G                                 | 41-8-1  | Jose Badillo         | SD   | 12              | 1999-02-08 | Great Western Forum, Inglewood (California), EE.UU.       | Forum Super Featherweight Tournament.                          |
| G                                 | 40-8-1  | Ricardo Rivera       | UD   | 10              | 1998-10-19 | Great Western Forum, Inglewood (California), EE.UU.       |                                                                |
| G                                 | 39-8-1  | Adan Casillas        | UD   | 10              | 1998-07-27 | Great Western Forum, Inglewood (California), EE.UU.       |                                                                |
| D                                 | 38-8-1  | Agapito Sanchez      | UD   | 10              | 1998-02-21 | Tropicana Hotel & Casino, Las Vegas (Nevada), EE.UU.      |                                                                |
| G                                 | 38-7-1  | Javier Leon          | KO   | 10 (12)         | 1997-10-24 | Guadalajara, México                                       | Won WBC Continental Americas Super Featherweight title.        |
| D                                 | 37-7-1  | Rafael Olvera        | KO   | 11 (12)         | 1997-04-25 | Ciudad Juárez, México                                     | Lost Mexico Featherweight title.                               |
| G                                 | 37-6-1  | Álvaro Medel         | UD   | 12              | 1997-01-31 | Ocotlan, México                                           | Retained Mexico Featherweight title.                           |
| G                                 | 36-6-1  | Julio Sanchez Leon   | TKO  | 6 (12)          | 1996-11-08 | Ocotlan, México                                           | Retained Mexico Featherweight title.                           |
| D                                 | 35-6-1  | Jesus Chavez         | UD   | 12              | 1996-08-09 | Austin (Texas), EE.UU.                                    | For vacant NABF Featherweight title.                           |
| G                                 | 35-5-1  | Jose Luis Castillo   | TKO  | 10 (12)         | 1996-05-09 | Guadalajara, México                                       | Retained Mexico Featherweight title.                           |
| G                                 | 34-5-1  | Benito Rodriguez     | TKO  | 7 (12)          | 1996-03-01 | Guadalajara, México                                       | Retained Mexico Featherweight title.                           |
| G                                 | 33-5-1  | Ismael Lopez         | TKO  | 5 (12)          | 1995-09-30 | México Distrito Federal, México                           | Retained Mexico Featherweight title.                           |
| G                                 | 32-5-1  | Álvaro Medel         | KO   | 2 (12)          | 1995-06-30 | Guadalajara, México                                       | Retained Mexico Featherweight title.                           |
| G                                 | 31-5-1  | Raul Martinez Mora   | TKO  | 8 (12)          | 1995-03-17 | Guadalajara, México                                       | Retained Mexico Featherweight title.                           |
| G                                 | 30-5-1  | Jose Luis Castillo   | TKO  | 10 (12)         | 1994-11-25 | México Distrito Federal, México                           | Won Mexico Featherweight title.                                |
| G                                 | 29-5-1  | Jose Luis Montes     | TKO  | 3 (10)          | 1994-08-20 | México Distrito Federal, México                           |                                                                |
| G                                 | 28-5-1  | Elias Quiroz         | KO   | 7 (10)          | 1994-04-02 | México Distrito Federal, México                           |                                                                |
| G                                 | 27-5-1  | Antonio Hernandez    | UD   | 10              | 1993-12-17 | Guadalajara, México                                       |                                                                |
| G                                 | 26-5-1  | Jose Rodriguez       | TKO  | 7 (10)          | 1993-08-20 | La Paz (México), México                                   |                                                                |
| G                                 | 25-5-1  | Rafael Ortega        | TKO  | 3 (10)          | 1993-06-12 | México Distrito Federal, México                           |                                                                |
| G                                 | 24-5-1  | Roberto Ávila        | UD   | 10              | 1993-04-03 | México Distrito Federal, México                           |                                                                |
| G                                 | 23-5-1  | Juan Valencia        | TKO  | 2 (10)          | 1992-12-18 | Guadalajara, México                                       |                                                                |
| G                                 | 22-5-1  | Gustavo Mendoza      | KO   | 1 (10)          | 1992-11-27 | Guadalajara, México                                       |                                                                |
| G                                 | 21-5-1  | Antonio Arias        | TKO  | 1 (10)          | 1992-06-26 | Guadalajara, México                                       |                                                                |
| G                                 | 20-5-1  | Jose Luis Montes     | TKO  | 3 (10)          | 1992-05-15 | Guadalajara, México                                       |                                                                |
| D                                 | 19-5-1  | Jose de Jesus Garcia | TKO  | 1 (10)          | 1991-12-14 | Mexicali, México                                          |                                                                |
| D                                 | 19-4-1  | Jose Garcia          | SD   | 10              | 1991-10-04 | Chetumal, México                                          |                                                                |
| D                                 | 19-3-1  | Martin Perez         | UD   | 10              | 1991-05-11 | México Distrito Federal, México                           |                                                                |
| D                                 | 19-2-1  | Otilio Gallegos      | SD   | 10              | 1991-03-09 | México Distrito Federal, México                           |                                                                |
| G                                 | 19-1-1  | Tomas Valdez         | TKO  | 3 (10)          | 1991-02-09 | México Distrito Federal, México                           |                                                                |
| G                                 | 18-1-1  | Carlos Monroy        | TKO  | 4 (10)          | 1990-12-15 | Guadalajara, México                                       |                                                                |
| G                                 | 17-1-1  | Otilio Gallegos      | UD   | 10              | 1990-10-20 | Guadalajara, México                                       |                                                                |
| D                                 | 16-1-1  | Raul Martinez Mora   | TKO  | 9 (10)          | 1990-08-10 | Guadalajara, México                                       |                                                                |
|                                   | 16-0-1  | Miguel Juárez        | MD   | 10              | 1990-06-29 | Guadalajara, México                                       |                                                                |
| G                                 | 16-0    | Jose Davila          | KO   | 3 (8)           | 1990-03-30 | Guadalajara, México                                       |                                                                |
| G                                 | 15-0    | Alfonso Salinas      | TKO  | 2 (8)           | 1990-02-23 | Guadalajara, Mexico                                       |                                                                |
| G                                 | 14-0    | Gustavo Domínguez    | TKO  | 3 (8)           | 1989-11-03 | Guadalajara, México                                       |                                                                |
| G                                 | 13-0    | Benjamin Aragón      | TKO  | 4 (8)           | 1989-09-29 | Guadalajara, México                                       |                                                                |
| G                                 | 12-0    | Álvaro Medel         | TKO  | 5 (8)           | 1989-08-25 | Guadalajara, México                                       |                                                                |
| G                                 | 11-0    | David Navarro        | TKO  | 3 (8)           | 1989-07-07 | Minatitlán, Mexico                                        |                                                                |
| G                                 | 10-0    | Rafael Valdovinos    | TKO  | 4 (6)           | 1989-06-03 | Guadalajara, México                                       |                                                                |
| G                                 | 9-0     | Juan Arias           | TKO  | 3 (6)           | 1989-04-21 | Guadalajara, México                                       |                                                                |
| G                                 | 8-0     | Rodolfo Peralta      | KO   | 5 (6)           | 1989-02-16 | Guadalajara, México                                       |                                                                |
| G                                 | 7-0     | Ricardo Padilla      | KO   | 1 (6)           | 1988-12-01 | Guadalajara, México                                       |                                                                |
| G                                 | 6-0     | Antonio Martinez     | KO   | 2 (6)           | 1988-11-11 | Guadalajara, México                                       |                                                                |
| G                                 | 5-0     | Antonio Martinez     | TKO  | 5 (6)           | 1988-08-26 | Guadalajara, México                                       |                                                                |
| G                                 | 4-0     | Leoncio Rodriguez    | UD   | 6               | 1988-07-15 | Guadalajara, México                                       |                                                                |
| G                                 | 3-0     | Antonio Martinez     | UD   | 4               | 1988-06-10 | Guadalajara, México                                       |                                                                |
| G                                 | 2-0     | Carlos Navarro       | UD   | 4               | 1988-04-22 | Guadalajara, México                                       |                                                                |
| G                                 | 1-0     | Alejandro Ochoa      | UD   | 4               | 1988-02-26 | Guadalajara, México                                       | Professional debut.                                            |